# El fantasma de Oyuki
El fantasma de Oyuki (お雪の幻 Oyuki no maboroshi?) es una pintura de una mujer yūrei, (un tradicional fantasma japonés), por Maruyama Okyo (1733-1795), fundador de la escuela de pintura Maruyama-Shijô.
De acuerdo con una inscripción en la pintura, Okyo tenía una amante en la casa de geishas Tominaga. Ella murió joven y Okyo lamentó su muerte. Una noche, su espíritu se le apareció en un sueño, e incapaz de conseguir que su imagen se fuera de su cabeza, pintó este retrato. Esta es una de las primeras pinturas de un yūrei (fantasma) con las características básicas de un fantasma a finales del período Edo: pelo despeinado, vestido blanco o azul pálido, manos inertes, casi transparente, falta de parte inferior del cuerpo.